# Frontenac (Rebsorte)

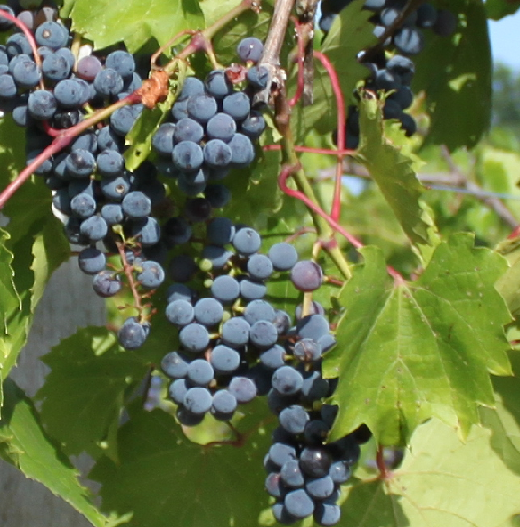
Frontenac

Frontenac ist eine Rotweinsorte. Sie wurde im Jahr 1989 von Peter Hemstad, Jim Luby und P. R. Pierquet aus den Rebsorten Vitis riparia Klon 89 x Landot 4511 gekreuzt. Hemstad, Pierquet und Luby sind Mitarbeiter der University of Minnesota, an der früher Elmer Swenson wirkte. Seit dem Jahr 1996 ist die Sorte für den gewerblichen Anbau freigegeben. Benannt wurde die Rebsorte nach der Gemeinde  Frontenac.
Die Rebzüchter wählten mit dem Klon 89 der amerikanischen Rebsorte Vitis riparia eine sehr frostharte Sorte aus, die sie mit der französischen Hybridrebe Landot 4511 (auch Landot Noir genannt) kreuzten. Während der Erprobungsphase trug die Sorte die Zuchtstammnummer MN 1047.
Frontenac gehört mit den Rebsorten Marquette, Frontenac Gris und La Crescent zu mittlerweile vier Sorten der University of Minnesota, die im kalten Weinbauklima des US-amerikanischen Nordostens und Kanadas eingesetzt werden. Im Gegensatz zu den drei anderen Sorten ist die Sorte Frontenac nicht patentiert.
Anpflanzungen sind in den amerikanischen Bundesstaaten Wisconsin (Weinbau in Wisconsin), New Hampshire (Weinbau in New Hampshire), New York (Weinbau in New York), Illinois (Weinbau in Illinois), Connecticut (Weinbau in Connecticut), Iowa (Weinbau in Iowa),  Montana (Weinbau in Montana), South Dakota (Weinbau in South Dakota), Vermont (Weinbau in Vermont), Missouri (Weinbau in Missouri) und Minnesota (Weinbau in Minnesota) bekannt. In Kanada findet man die Sorte bei Quebec. Selbst in kalten Weinbauklimata entwickelt die Sorte hohe Mostgewichte von bis zu 25  Grad Brix, was in etwa 100 Grad Oechsle entspricht. In warmen Jahren erhöht sich dieser Wert auf bis zu 28 Grad Brix. Die alkoholreichen Weine sind säurereich und sollten zum Abbau der aggressiven Äpfelsäure eine malolaktische Gärung durchlaufen.
Die Mitarbeiter der Universität waren auf der Suche nach frühreifenden und winterharten Sorten, die für den Norden der Vereinigten Staaten geeignet sind. Frontenac ist bis mindestens −30 Grad Fahrenheit (- 35 Grad Celsius) winterhart. Da die Wurzeln weniger winterhart sind, sollte die Sorte durch eine ausreichend hohe Schneeauflage auf dem Boden geschützt werden.
Siehe auch die Artikel Weinbau in Kanada und Weinbau in den Vereinigten Staaten sowie die Liste von Rebsorten.